# IC2
O IC2 -  Itinerário Complementar n.º2 é uma via rodoviária que consiste numa variante, supostamente contínua, à Estrada Nacional nº1, ligando as duas principais cidades portuguesas, Lisboa e Porto. 
O IC 2 é uma via com perfil de autoestrada, com esse nome, nas proximidades de Coimbra e de Santa Iria de Azoia até Lisboa, e integrado noutras autoestradas, de Oliveira de Azeméis até Gaia (A 32) e de Leiria à Batalha (A 19). Em estudo está também a passagem ao formato de autoestrada do troço entre Oliveira de Azeméis e Coimbra (Concessão AutoEstradas do Centro). 
O restante percurso entre Lisboa e o Porto corresponde, grosso modo, ao traçado da antiga EN 1, pontuado por alguns troços de via rápida que contornam as maiores vilas e cidades do percurso, nomeadamente Rio Maior (20 km), Leiria (10 km), Pombal (1,6 km), Águeda (13,5 km) e Albergaria-a-Velha (2,6 km), bem como algumas ligações que atravessam vários concelhos, como as que decorrem entre Coimbra e Condeixa-a-Nova, e entre Oliveira de Azeméis e São João da Madeira.
Em 2014 foi considerado um dos troços mais perigosos de Portugal, em 10 anos morreram 77 condutores no IC2 a norte de Leiria, ficou apelidada como "Corredor da Morte".

## Estado dos Troços
| Troço | Situação                                                                           | km   |
| --- | ---------------------------------------------------------------------------------- | ---- |
| Sacavém - Santa Iria da Azóia                                                                                     | Em serviço (1998)                                                                  | 7    |
| Santa Iria da Azóia - Vila Franca de Xira                                                                         | Projeto nunca executado                                                            |      |
| Variante de Alenquer                                                                                              | Em serviço (08/08/2003)                                                            | 2    |
| Aveiras de Cima - Carregado (traçado alternativo aproveitando o troço da N 366 entre Alcoentre e Aveiras de Cima) | Projeto nunca executado                                                            |      |
| Variante de Rio Maior (Quebradas - Venda das Raparigas)                                                           | Em serviço (1989)                                                                  | 20   |
| Variante da Batalha (São Jorge - Azoia)                                                                           | Em serviço (19/11/2011) Construída como autoestrada com portagens A 19             | 10   |
| Variante de Leiria (Azoia - Leiria norte)                                                                         | Em serviço (1977) Duplicada (12/2010) entre Azoia e Sismaria para autoestrada A 19 | 10   |
| Variante de Pombal                                                                                                | Em serviço                                                                         | 1,6  |
| Condeixa-a-Nova - Antanhol                                                                                        | Em serviço (1999)                                                                  | 10,3 |
| Variante Sul de Coimbra (Antanhol - Açude-ponte)                                                                  | Em serviço (12/09/2010)                                                            | 8,3  |
| Acesso Norte a Coimbra (Açude-ponte - Sargento-Mor)                                                               | Em serviço (13/09/1991)                                                            | 6,7  |
| Variante da Mealhada e da Malaposta                                                                               | Projeto nunca executado                                                            |      |
| Variante de Águeda (Mourisca do Vouga - Aguada de Baixo)                                                          | Em serviço (1998)                                                                  | 10,5 |
| Variante de Albergaria-a-Velha                                                                                    | Em serviço                                                                         | 2,7  |
| Variante à Branca                                                                                                 | Projeto nunca executado                                                            |      |
| Variante de Oliveira de Azeméis (Travanca - Cucujães)                                                             | Em serviço (10/09/1991)                                                            | 8    |
| Variante de São João da Madeira (Cucujães - Arrifana)                                                             | Em serviço (1985)                                                                  | 7    |
| Arrifana - Carvalhos                                                                                              | Projeto abandonado em favor da A 32                                                |      |
| Pindelo (Oliveira de Azeméis) - Pedroso (Vila Nova de Gaia)                                                       | Em serviço (2011) Construída como autoestrada com portagens A 32                   | 32,8 |

### _{km 174,5 até km 198}

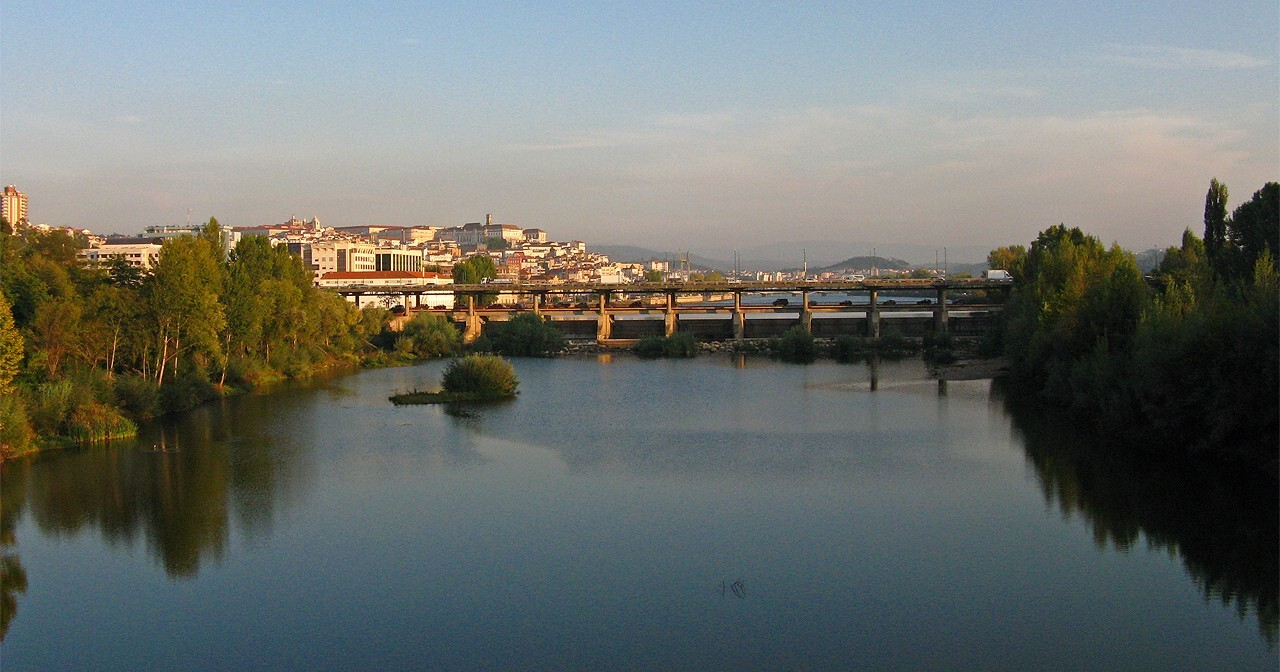
Açude-ponte de Coimbra

## Saídas
| Pombal km 148,6 até km 151,6 | Pombal km 148,6 até km 151,6 | Pombal km 148,6 até km 151,6                    | Pombal km 148,6 até km 151,6 |
| Saída                        | km                           | Destino                                         | Estrada que liga             |
| ---------------------------- | ---------------------------- | ----------------------------------------------- | ---------------------------- |
| direção                      | direção                      | Lisboa / Leiria                                 | IC 2                         |
|                              | 149                          | Pombal (centro)                                 | N 237                        |
|                              | 150                          | Pombal (centro)                                 | N 237                        |
|                              | 151                          | Figueira da Foz / Castelo Branco Lisboa / Porto | IC 8 ( 7) A 1                |
| direção                      | direção                      | Porto / Coimbra / Condeixa                      | IC 2                         |

| N 17 Carvalhais / parque tecnológico |

| A 1 Lisboa / Porto    |
| N 111 Figueira da Foz |

| Águeda km 226 até km 237,1 | Águeda km 226 até km 237,1 | Águeda km 226 até km 237,1    | Águeda km 226 até km 237,1 |
| Saída                      | km                         | Destino                       | Estrada que liga           |
| -------------------------- | -------------------------- | ----------------------------- | -------------------------- |
| direção                    | direção                    | Coimbra / Anadia              | IC 2                       |
|                            | 226                        | Águeda Sul Oliveira do Bairro | N 1 M 596                  |
|                            | 230                        | Águeda (centro) / (Aveiro)    | N 333                      |
| 231                        |                            | Águeda (centro) / (Aveiro)    | N 333                      |
|                            | 235                        | Águeda Norte                  | N 1                        |
| Aveiro                     | 235                        | N 230                         |                            |
|                            | 237                        | Mourisca / Segadães / Trofa   |                            |
| direção                    | direção                    | Porto / Albergaria            | IC 2                       |

Fonte:  Google Maps (streetview)
1. 1 2  «Debates Parlamentares - Diário 044, p. 44 (2019-01-25)»
2. ↑  Talixa, Jorge. «Variante de Alenquer abre hoje»
3. 1 2  «Debates Parlamentares - Diário 058, p. 1392 (1983-11-26)»
4. ↑  «Variante Sul do IC2 inaugurada - JN»
5. ↑  «Inauguração de autoestradas»
6. ↑  «Debates Parlamentares - Diário 007, p. 306 (2003-11-18)»
7. ↑  «Debates Parlamentares - Diário 006, p. 322 (2001-11-20)»
8. ↑  «Debates Parlamentares - Diário 069, p. 2240 (1992-05-28)»
9. ↑  «Debates Parlamentares - Diário 101, p. 3372 (1985-06-19)»
10. ↑  «Debates Parlamentares - Diário 015, p. 483 (1998-10-16)»